# Страубел, Джеффри Брайан
Джеффри Брайн Страубел, (англ. Jeffrey Brian "JB" Straubel /ˈstraʊbl/, неверно Штробель 20 декабря 1975) — американский инженер, сооснователь и технический директор производителя электромобилей Tesla. Также входит в совет директоров компании SolarCity, читает лекции в Стэнфордском университете.
Страубел непосредственно отвечает за все аспекты исследований, разработки и производства всего программного обеспечения, электроники и двигателей. Кроме того, он отвечает за взаимодействие с ключевыми поставщиками и техническую экспертизу их комплектующих. При его участии создавались все продукты компании: Tesla Roadster, Model S, Model X, Model 3 и Tesla Powerwall.

## Биография
Джей Би рано проявил интерес к электротранспорту. Уже в 14 лет он чинил электротележки для гольфа. В дальнейшем он получил профильное образование электроинженера в Стэнфордском университете.
В 2000 году Страубел переоборудовал в электрокар Porsche 944 1984 года выпуска. Он установил два электромотора и снабдил машину свинцово-кислотным аккумулятором весом 380 килограммов. Тем не менее, машина установила рекорд среди электромобилей в драг-рейсинге на 1/4 мили, проехав дистанцию за 17,28 секунды и разогнавшись до 79,4 миль в час (127,75 км/ч).
До перехода в Tesla Motors проработал инженером в четырёх компаниях:
- 1997—1998 — Propulsion Engineer в компании Rosen Motors.
- 2001—2002 — инженер-энергетик (Power Electronics Engineer) в компании Pentadyne Power Corporation.
- 2002—2004 — сооснователь и технический директор аэрокосмической компании Volacom, разрабатывавшей электрические беспилотники. В дальнейшем наработки перешли к корпорации Boeing[7].
- март 2004 — май 2005 — ведущий инженер (Principal Engineer) компании Drive Systems.

«Я рассказал, что разрабатываю нужный им батарейный блок на деньги Илона прямо за углом. Мы согласились объединить усилия и сформировали нашу группу отщепенцев».
В мае 2004 года Илон Маск пригласил Страубела оценить технические наработки годовалой компании Tesla Motors, в которую только что проинвестировал 6,5 миллионов долларов. Страубел, некогда заинтересовавший Маска темой электромобилей, после встречи с командой основателей — Мартином Эберхардом и Марком Тарпеннингом — был принят в штат на должность технического директора с годовым окладом в 95 тысяч долларов. Известно, что на момент IPO автопроизводителя в июне 2010 года Страубел владел около 0,5 % акций компании.
В 2008 году издание MIT Technology Review Массачусетского технологического института включило Страубела в престижный список «35 инноваторов до 35 лет». Журнал Fortune в 2015 году поставил его на второе место в своём рейтинге «40 до сорока».